# Володарское (Ленинградская область)
Волода́рское — посёлок в Володарском сельском поселении Лужского района Ленинградской области.

## История
Впервые упоминается в писцовых книгах Шелонской пятины 1571 года, как деревня Заполье на озере Врево, в Дремяцком погосте Новгородского уезда.
На карте Санкт-Петербургской губернии Ф. Ф. Шуберта 1834 года на месте современного посёлка обозначены: деревня Люблина, состоящая из 21 крестьянского двора, деревня Заполье и при ней усадьба помещика Мильковича.

ЗАПОЛЬЕ — деревня принадлежит генерал-майору Фёдору Мирковичу, число жителей по ревизии: 76 м. п., 79 ж. п.; 

ЛЮБЛИНО — деревня принадлежит генерал-майору Фёдору Мирковичу, число жителей по ревизии: 73 м. п., 75 ж. п.;

титулярному советнику Михайле Баралевскому, число жителей по ревизии: 10 м. п., 11 ж. п.;

поручику Михайле Назимову, число жителей по ревизии: 9 м. п., 10 ж. п. (1838 год)

На карте профессора С. С. Куторги 1852 года на месте современного посёлка отмечены деревни Заполье, Люблино из 21 двора и безымянные мызы.

ЗАПОЛЬЕ — деревня господина Мирковича, по просёлочной дороге, число дворов — 11, число душ — 17 м. п.

ЛЮБЛИНО — деревня господина Мирковича, по просёлочной дороге, число дворов — 12, число душ — 98 м. п. (1856 год)

26 августа 1857 года в господском доме была освящена во имя Владимирской иконы Божией Матери домовая церковь, построенная по проекту архитектора Егора Ивановича Диммерта. В этот день в Бородинском сражении Ф. Я. Миркович получил тяжелое ранение.

ЛЮБЛИНО — деревня, число жителей по X-ой ревизии 1857 года: 110 м. п., 104 ж. п. (из них дворовых людей — 16 м. п., 3 ж. п.)

ЗАПОЛЬЕ — мыза владельческая при озере Врево, число дворов — 1, число жителей: 4 м. п., 2 ж. п.

ЛЮБЛИНО — деревня владельческая при озере Врево, число дворов — 29, число жителей: 94 м. п., 103 ж. п. (1862 год)

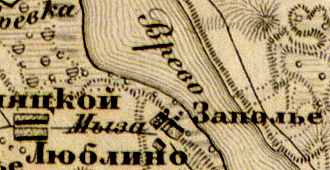
Деревни Заполье и Люблино на карте 1863 года

Согласно карте из «Исторического атласа Санкт-Петербургской Губернии» 1863 года на месте современного посёлка находились деревни Люблино, Заполье и в ней безымянная мыза.
Согласно подворной описи 1882 года:

ЛЮБЛИНО — деревня Новосельского общества Городецкой волости

домов — 52, душевых наделов — 93, семей — 41, число жителей — 105 м. п., 103 ж. п.; разряд крестьян — собственники

В 1883 году наследники Ф. Я. Мирковича продали Заполье генерал-майору артиллерии Петру Александровичу Бильдерлингу. При нём в имении были устроены сельскохозяйственная опытная и метеорологическая станция, культивировалось коневодство (орденская порода), полеводство, луговодство, лесоводство, садоводство, молочное скотоводство, свиноводство, овцеводство, рыбная ловля.
В 1893 году был построен винокуренный завод, в 1895 — водяная мельница и лесопильня с турбиной. Для собственных нужд имения действовал кирпичный завод.
В 1900 году по завещанию П. А. Бильдерлинга имение Заполье перешло к его сыну Петру Петровичу (1882—?).
В XIX веке деревни административно относились к Городецкой волости 5-го земского участка, 2-го стана Лужского уезда Санкт-Петербургской губернии, в начале XX века — 4-го стана.
По данным «Памятной книжки Санкт-Петербургской губернии» за 1905 год деревня Люблино входила в Новосельское сельское общество. Усадьба Заполье площадью 3997 десятин земли, принадлежала наследникам барона, генерал-майора Петра Александровича Бильдерлинга.
По областным административным данным, с 1917 по 1926 год усадьба Заполье называлась деревня Косткино и находилась в составе Косткинского (1917—1922), затем Городецкого (1923—1924) и Новосельского (1924—1926) сельсоветов Лужского уезда.

1926 год
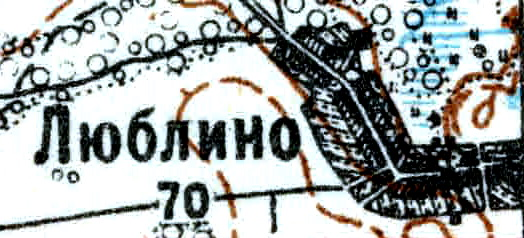
План деревни Люблино
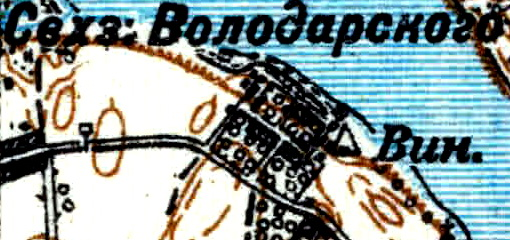
Совхоз им. Володарского

Согласно топографической карте 1926 года деревня Люблино насчитывала 70 крестьянских дворов.
С 1 января 1927 года — деревня Косткино стала называться деревней Володарское.
С 1 ноября 1928 года — вновь в составе Городецкого сельсовета.
По данным 1933 года в составе Городецкого сельсовета Лужского района числились деревня Люблино и хутор Косткино.
В 1961 году население деревни Володарское составляло 423 человека.
В 1965 году население деревни Люблино составляло 200 человек.
По данным 1966 года в состав Городецкого сельсовета входили смежные деревни Люблино и Володарское.
По данным 1973 года в состав Володарского сельсовета входил только посёлок Володарское, административным центром сельсовета была деревня Городец.
По данным 1990 года в посёлке Володарское Володарского сельсовета проживали 1035 человек. Административным центром сельсовета был посёлок Володарское, в состав сельсовета входили 13 населённых пунктов.
В 1997 году в посёлке Володарское Володарской волости проживал 1261 человек, в 2002 году — 1036 человек (русские — 93 %).
В 2007 году в посёлке Володарское Володарского СП проживали 1205 человек.

## География
Посёлок расположен в южной части района на автодороге 41К-254 (Городец — Конезерье) в месте примыкания к ней автодороги 41К-707 (Ивановское — Городец).
Расстояние до районного центра — 22 км.
Расстояние до ближайшей железнодорожной станции Луга — 20 км.
Посёлок находится на западном берегу озера Врево.

## Демография
| 1838  | 1862  | 1961 | 1965 | 1990  | 1997  | 2007  |
| ----- | ----- | ---- | ---- | ----- | ----- | ----- |
| 343   | ↘203  | ↗423 | ↘200 | ↗1035 | ↗1261 | ↘1205 |
| 2010  | 2017  |      |      |       |       |       |
| ↘1057 | ↗1129 |      |      |       |       |       |

## Достопримечательности
- Каменная часовня, усыпальница Бильдерлингов, 1913 года постройки[8]
- Усадьба Заполье

## Улицы
Аллейная, Дачная, Люблинская, Солнечная, Усадьба Заполье, Хуторская, Центральная.

## Садоводства
Врево.